# Герб Ставищенського району
Герб Ставищенського району — офіційний символ Ставищенського району, затверджений 24 квітня 2003 р. рішенням сесії районної ради.

## Опис
Щит перетятий лазуровим і червоним кольором. На першій частині Богородиця з золотим німбом, в срібному одязі, котра тримає в піднятих руках срібний покров. На другій частині золоті булава, перекинута стріла і шабля, покладені зіркоподібно. На срібній базі краю пощерблений згори і хмароподібний знизу лазуровий пояс. Щит обрамований вінком із зелених дубових листків і золотих колосків.